# 新平野站
新平野站（日语：／ Shin-Hirano eki */?）是位於福井縣小濱市平野19番2號，西日本旅客鐵道（JR西日本）的小濱線車站。

## 歷史
- 1918年（大正7年）11月10日 - 小濱線小濱站至十村站之間開通，此站啟用。為旅客和貨物車站。
- 1961年（昭和36年）3月1日 - 結束貨物起卸業務。
- 1973年（昭和48年）3月15日 - 成為無人車站。列車交會設備撤走。
- 1987年（昭和62年）4月1日 - 伴隨國鐵分割民營化，車站由西日本旅客鐵道（JR西日本）營運。

## 車站構造
車站是一座地面車站，設有1面1線單式月台，敦賀方向的列車會開啟右邊車門。前往東舞鶴方向和敦賀方向的列車使用同一月台。
此站是由敦賀地域鐵道部管理的無人車站。此站沒有自動售票機等設備。車站兩方向的走線比較惡劣，車站往東舞鶴一方的速度制限為50km/h。此站曾經設有列車交會設備和可進行貨物起卸業務。月台與車站大樓沒有梯級差。車站大樓在國鐵時代是一座木造建築物。在1988年，現時的車站大樓開始使用，大樓內設有候車室、廁所和飲品自動販賣機。

## 使用狀況
根據「福井縣統計年鑑」，在2018年（平成30年）度1日平均乘車人次為81人<。
以下各為年度1日平均乘車人次列表：
| 年度   | 1日平均 乘車人次 |
| ------ | ---------------- |
| 1997年 | 150              |
| 1998年 | 135              |
| 1999年 | 124              |
| 2000年 | 100              |
| 2001年 | 100              |
| 2002年 | 93               |
| 2003年 | 80               |
| 2004年 | 86               |
| 2005年 | 90               |
| 2006年 | 95               |
| 2007年 | 97               |
| 2008年 | 105              |
| 2009年 | 101              |
| 2010年 | 87               |
| 2011年 | 81               |
| 2012年 | 72               |
| 2013年 | 78               |
| 2014年 | 70               |
| 2015年 | 77               |
| 2016年 | 77               |
| 2017年 | 86               |
| 2018年 | 81               |

## 車站周邊
- 下舟塚古墳、上舟塚古墳
- 新平野郵局
- 白鬚神社
- 櫻神社
- 天理教松永分教會
- 平野峔公會堂
- 國道27號
- 福井縣道219號本保平野線（日语：福井県道219号本保平野線）
- 西日本JR巴士 若江線（日语：若江線）「新平野站口」巴士站

## 相鄰車站
西日本旅客鐵道（JR西日本）
■小濱線
東小濱－新平野－上中

## 注腳
1. ↑  福井県統計年鑑 （页面存档备份，存于）（日語）

## 外部連結
- 新平野｜車站資訊：JR出門網 - 西日本旅客鐵道（日語）